# Тодор Димитровски
Тодор Димитровски (на македонска литературна норма: Тодор Димитровски) е езиковед, литературен историк, теоретик и преводач от Северна Македония.

## Биография
Роден е на 19 февруари 1922 година във велешкото село Подлес, тогава в Югославия. Завършва Филологическия факултет в Скопския университет. Работи като научен съветник в Института за македонски език „Кръсте Мисирков“ в Скопие. Става председател на Съюза на литературните преводачи на Македония от 1982 до 1989 година. Член е на Дружеството на писателите на Македония от 1991 година.

## Творчество
Димитровски е един от съставителите на „Речник на македонския език“ и на „Правописа на македонския език“. Сред творбите му са:
- Коле Неделковски, стихове (1975),
- За македонскиот јазик, редактор, съавторство (1978),
- Коле Неделковски, Собрано дело, предговор, коментар, избор и редакция (1981),
- Од Пејчиновиќ до Рацин (1982),
- Димитрија и Константин Миладиновци, Зборник на народни песни, редактор, съавторство (1983),
- Речник на македонската народна поезија, кн. 1-2, редактор (1983-1987),
- Речник на Бели мугри на К. Рацин (1990),
- Речник на литературните изрази (1996),
- Подвигот на Миладиновци (2000),
- Нивната мака на перото (2000),
- Галичник и Мијаците (2000).

Преводи
- Слово за похода на Игор (1960)

Носител е на наградите „11 октомври“, „Кирил Пейчинович“, „Златно перо“, „Григор Пърличев“.